# 스카노디몬티페로
스카노디몬티페로(Scano di Montiferro, 사르데냐어: Iscanu)는 이탈리아 사르데냐 주 오리스타노도에 있는 코무네로, 칼리아리에서 북서쪽으로 약 120 킬로미터 (75 mi) 떨어져 있고 오리스타노에서 북쪽으로 약 35 킬로미터 (22 mi) 떨어져 있다.
스카노디몬티페로는 다음 코무네와 접해 있다: 보로레, 쿨리에리, 플루시오, 마코메르, 사가마, 산투루수르주, 센나리올로, 신디아.

## 역사
스카노 지자체는 선사시대부터 사람이 살았으며, 도무스 데 야나스와 거인의 무덤에서 발견된 유물과 수많은 누라게 유적이 이를 증명한다. 중세 시대에 스카노의 빌라는 토레스 주디카토의 몬티페로 큐라토리아에 속했다. 1259년 주디케사 아델라시아의 사망과 함께 큐라토리아는 아르보레아 주디카토에 편입되었다. 1410년에 빌라는 아라곤 왕국에 넘어갔고 1421년에는 카탈루냐 자트릴라스 가문에 속하는 영토에 포함되었다.

## 지리
이 도시는 해발 380 미터 (1,250 ft)에 달하는 섬에서 가장 건강한 지역 중 하나인 몬티페루 산비탈에 위치하며, 바다에서 몇 킬로미터 떨어져 있다. 현무암 위에 고대 화산 분화구에 세워졌으며, 그 영토는 언덕과 계곡에 걸쳐 있으며 그 사이로 물줄기가 흐른다.
가장 높은 산은 "사 파타다"로, 해발 980 미터 (3,220 ft)이다.

## 주요 명소
- 누라게 누라칼레 및 기타 50여 개의 누라게
- 도무스 데 야나스
- 거인의 무덤

## 요리
대표적인 요리는 고기와 채소를 채운 쌀 팀발레인 티말라 데 아로수이다.
올리브 나무와 포도나무 재배는 맛있는 기름과 아주 좋은 와인을 제공한다. 빵과 과자(아마레토, 티리카, 파바시노, 사바 빵)는 여전히 수제 방식으로 제조된다.
치즈 중에는 소젖으로 만든 배 모양의 특징적인 몬티페루의 카시촐루와 사르데냐 양젖으로 만든 진정한 치즈인 "필로투"가 있다.